# Chiesa di San Leonardo (Canelli)
La chiesa parrocchiale di San Leonardo è una chiesa di Canelli in provincia di Asti e domina scenograficamente l'abitato dall'alto della collina di 'Villanuova'.

## Storia e descrizione
L'antichissima parrocchia di San Leonardo in epoca medievale era situata più a monte dell'attuale, ma gli eventi bellici del XVII secolo e una serie di frane che ne minarono la stabilità resero necessaria la sua riedificazione nel sito attuale. Fu iniziata nel 1682 ad opera del capomastro luganese Stefano Melchioni; nel 1691 veniva ultimato il campanile, e nel 1694 la nuova chiesa era definitivamente aperta al culto. Rimasta esente da successive radicali trasformazioni, costituisce un eccellente esempio del barocco piemontese. In essa sono da ammirare:
il coro ligneo del 1656, proveniente dalla precedente costruzione; gli affreschi del presbiterio eseguiti nel 1766 da Carlo Gorzio di Moncalvo e Antonio de Carvalho di Lisbona; la monumentale pala d'altare con la Madonna, San Leonardo e Clodoveo, del 1754, dipinta dal Gorzio; sempre lo stesso Carlo Gorzio ultimò nel 1768 i fastosi affreschi della volta della navata, parzialmente ritoccati nel secolo scorso dal pittore canellese Giovanni Olindo; l'altar maggiore e la balaustra, realizzati rispettivamente nel 1749 e nel 1796 dal marmorario astigiano di origine ticinese Giacomo Pelagatta. La chiesa ospita inoltre le seguenti opere di Giancarlo Aliberti:
- La Madonna del Rosario, del 1698, eseguita per l'omonima compagnia;
- La Pentecoste, del 1699, eseguita per la compagnia dello Spirito Santo;
- L'Epifania, datata 1700, eseguita per la famiglia Sardi;
- L'ancona di San Giacomo, eseguita nel 1714 per la cappella omonima della famiglia Ravazza;
- Il San Rocco fra gli appestati, già esistente nella confraternita omonima.

La chiesa denuncia vistose situazioni di degrado negli affreschi e negli arredi.